# Park Ji-sung
Park Ji-sung (박지성?, 朴智星?, Bak JiseongLR, Pak ChisŏngMR; Seul, 25 febbraio 1981) è un dirigente sportivo, allenatore di calcio ed ex calciatore sudcoreano, di ruolo centrocampista.
Ha legato la sua carriera principalmente a club europei: il PSV Eindhoven, con cui ha vinto due volte il campionato dei Paesi Bassi, una volta la Coppa e una volta la Supercoppa dei Paesi Bassi, ed il Manchester United, dove ha trascorso la maggior parte della carriera vincendo quattro Premier League, tre Coppe di Lega inglese e quattro FA Community Shield, ma soprattutto la UEFA Champions League e la Coppa del mondo per club. Con il Kyoto Purple Sanga ha vinto una Coppa dell'Imperatore. È stato fino al 2025 l'unico calciatore asiatico a vincere la Champions League fino al trionfo di Lee Kang-in col PSG.

## Caratteristiche tecniche
Era un centrocampista duttile tatticamente, infatti capace di ricoprire in campo più posizioni, sia come tipico centrale box-to-box che come esterno offensivo. Era un centrocampista difensivo molto abile nella marcatura e nell'anticipo risultando molto efficace nella fase di copertura con incessanti pressing all'avversario, ma anche in quella offensiva contribuendo a far ripartire l'azione.
Era discretamente abile nel dribbling e possedeva un'eccellente corsa che gli permetteva di spingere sulla fascia e di arrivare facilmente al cross (oppure direttamente alla conclusione), tanto che gli fu affibbiato il soprannome di “Three-Lungs Park” ovvero Tre-Polmoni. Dotato di ottima resistenza e forza, si è fatto valere spesso anche nel colpo di testa e nel tiro da fuori.
Tutte queste qualità l'hanno reso, secondo Sir Alex Ferguson, uno dei migliori centrocampisti della sua generazione, nonché tra i più forti calciatori asiatici della storia.

## Carriera

### Kyoto Purple Sanga
Ha cominciato la sua carriera professionistica nelle file del Kyoto Purple Sanga, giocandovi per tre stagioni, dal 2000 al 2002: viene notato in una partitella dagli scout della squadra giapponese nonostante questi non fossero venuti a vedere lui, bensì un altro giocatore: quest'altro giocatore non viene ingaggiato a discapito dello sconosciuto centrocampista.
Con il Sanga vince la Coppa dell'Imperatore, la prima nella storia della squadra.

### PSV
Qui viene notato dagli scout del PSV, che lo portano nei Paesi Bassi. Segue l'allenatore Guus Hiddink, che lo aveva allenato in nazionale. Dopo una prima stagione di ambientamento, nella quale a causa di diversi infortuni e alla rimozione del menisco rende sotto le aspettative, nel 2004-2005 risulta decisivo nella conquista dello scudetto del PSV e ancora più determinante in Champions League avendo segnato al Milan in semifinale, anche se alla fine ciò non valse l'accesso alla finale (vi riuscirono i milanisti segnando prima dello scadere, quando il punteggio era sul 2-0 per gli olandesi, passando per la regola dei gol in trasferta).
Risulta nei nominati per il premio di miglior attaccante della stagione, e dai tifosi olandesi gli sara dedicata una canzone facente parte dell'album ufficiale del PSV.

### Manchester United
Il 22 giugno 2005 è stato acquistato dal Manchester United per 7,3 milioni di euro.
In una partita di Champions contro il Lilla, con l'uscita dal campo di Ryan Giggs, diventa il primo asiatico ad indossare la fascia di capitano del Manchester United.
Segna la sua prima rete con la squadra nella vittoria per 3-1 sul Birmingham City in Coppa di Lega, e la prima marcatura in Premier League arriva contro l'Arsenal.
Nella stagione 2006-2007 subisce un infortunio al ginocchio che lo ferma per tre mesi, e dopo una doppietta contro il Bolton si opera per un nuovo infortunio, sempre al ginocchio, che termina anzitempo la sua stagione.
Con i Red Devils vince la UEFA Champions League 2007-2008 battendo in finale il Chelsea a Mosca. Dopo aver giocato da titolare contro la Roma nei quarti di finale e contro il Barcellona nelle semifinali, non è sceso in campo durante la finale, decisione che a detta dello stesso Ferguson rimane una delle più difficili che abbia mai dovuto fare da allenatore.
Rimane tuttora l'unico asiatico ad aver vinto il trofeo.

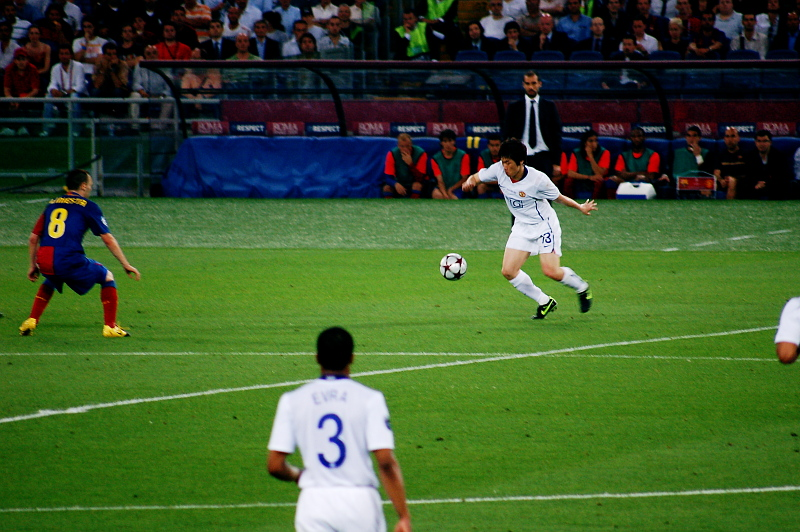
Sung sul pallone durante la finale di Champions persa contro il Barcellona nel 2009

Nella stagione 2008-2009 colleziona la sua 100ª presenza con lo United in una gara contro il Tottenham e vince la Coppa del mondo per club.
Segna il suo primo gol in Champions contro l'Arsenal, tuttavia in finale la sua squadra deve arrendersi al Barcellona per 2-0.
Nella stagione 2009-2010, dopo un inizio non brillante, si riconferma ancora su alti livelli, segnando inoltre il gol decisivo nella vittoria del derby contro il Liverpool.

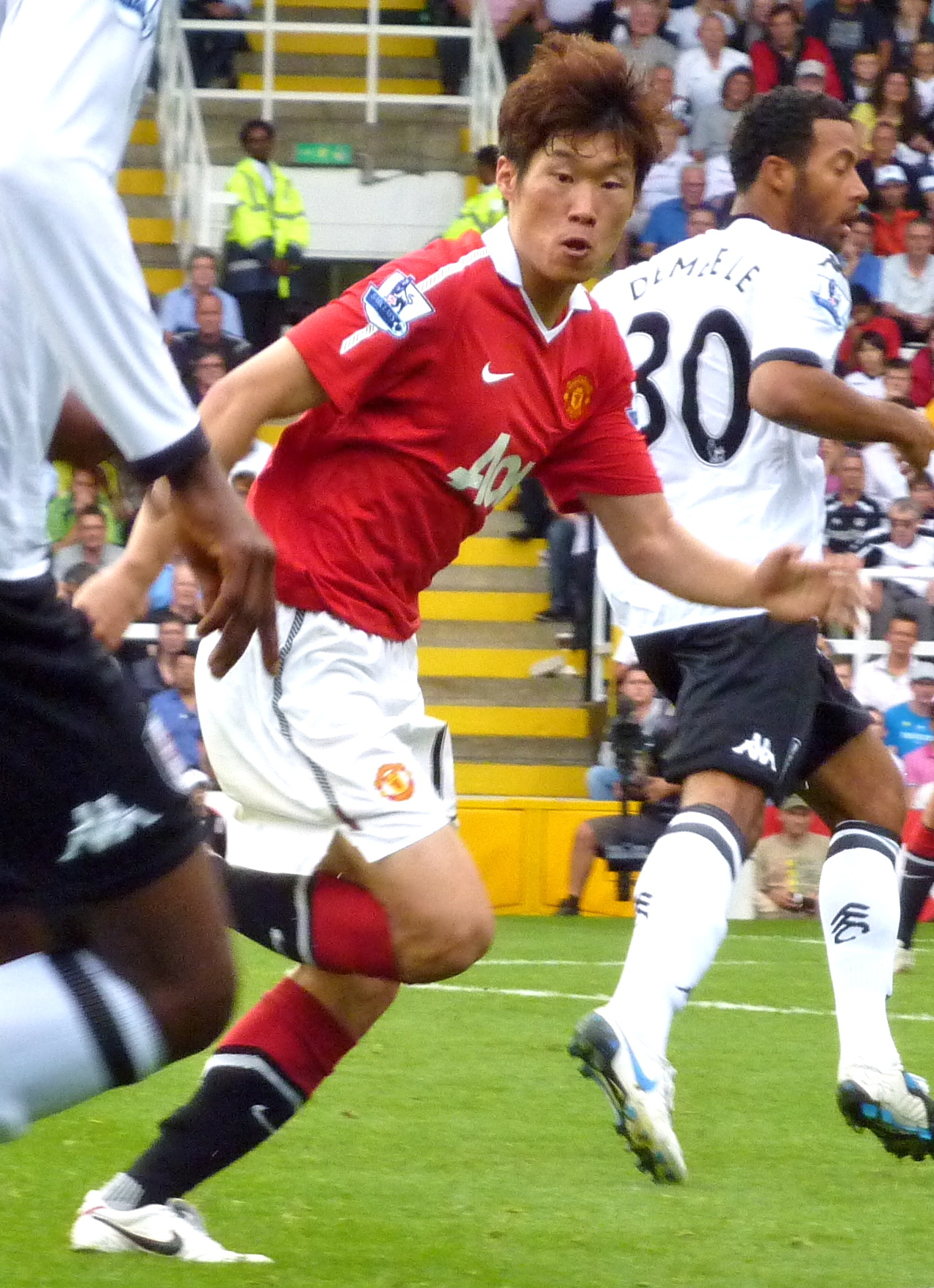
Sung col Manchester United nel 2010

Nella stagione 2010-2011 ottiene il premio di miglior giocatore del mese, nei due mesi successivi di novembre e dicembre, continuando a segnare con frequenza.
Anche in questa annata, nella finale di Champions lo United affronta il Barcellona e perde nuovamente con due gol di scarto, con risultato finale di 3-1.
Nella stagione 2011-2012 colleziona la 200ª presenza con la maglia dello United, entrando dalla panchina nella gara contro il Chelsea, e indossa la fascia di capitano dal primo minuto contro l'Ajax.
L'addio purtroppo è amaro, con una sconfitta nel derby per 1-0 col Manchester City, decisiva per il titolo.

### QPR, ritorno al PSV e ritiro
Il 10 luglio 2012 firma un biennale con il Queens Park Rangers. Dopo una sola stagione, iniziata da capitano ma terminata male, il 7 agosto 2013 torna in prestito al PSV. Debutta il 20 agosto in PSV-Milan 1-1, gara valida per i preliminari di Champions League. Segna il suo primo gol il 24 agosto in Heracles Almelo-PSV 1-1 al minuto 86, entrato in campo da pochi secondi. Si ripete il 22 settembre in PSV-Ajax 4-0.
Il 14 maggio 2014 annuncia il ritiro dal calcio giocato, ancora perseguitato dai problemi al ginocchio.

### Nazionale
Con la Nazionale sudcoreana Park, oltre ad aver preso parte alla Coppa del mondo, ha collezionato 89 presenze e ha segnato 13 gol. Ha debuttato nel 2000 in un'amichevole persa contro il Messico. Ha anche partecipato ai Giochi olimpici australiani di Sydney 2000.
Nei Mondiali nippo-coreani del 2002 segnò il gol che eliminò dalla competizione il Portogallo e che valse la qualificazione agli ottavi di finale della sua Nazionale, la quale raggiunse in quel torneo uno storico quarto posto. Proprio a causa di ciò, la sua città natale, Suwon, il 27 giugno 2005 gli ha dedicato il nome di una strada, precisamente la Park Ji-Sung Road (Park Ji-Sung Road, Suwon).
Ai Mondiali del 2006 ha segnato il gol che ha permesso alla Corea del Sud di pareggiare con la Francia.
Durante il primo incontro valevole per la qualificazione ai Mondiali di Sudafrica 2010 che ha visto la Corea del Sud battersi contro il Turkmenistan, Park ha segnato un gol al 70' che è andato a sommarsi agli altri tre della partita per il risultato finale di 4-0 a favore della Nazionale sudcoreana. Nella partita contro la Giordania il giocatore del Manchester United ha segnato il primo gol al 38' nella partita finita 2-2.
Nella seconda fase di qualificazione ai Mondiali di Sudafrica 2010, alla quale la squadra sudcoreana ha avuto accesso classificandosi prima con 12 punti a pari merito con la Corea del Nord, Park ha realizzato un gol nella partita disputata contro gli Emirati Arabi terminata con il punteggio di 4-1. Il 12 giugno 2010, all'esordio del Mondiale sudafricano, la sua Nazionale ha battuto la Grecia per 2-0: il raddoppio è stato siglato proprio dall'ex centrocampista del PSV.

## Statistiche

### Presenze e reti nei club
Statistiche aggiornate al 24 agosto 2013.
| Stagione                  | Squadra                   | Campionato                | Campionato | Campionato | Coppe nazionali | Coppe nazionali | Coppe nazionali | Coppe continentali | Coppe continentali | Coppe continentali | Altre coppe | Altre coppe | Altre coppe | Totale | Totale |
| Stagione                  | Squadra                   | Comp                      | Pres       | Reti       | Comp            | Pres            | Reti            | Comp               | Pres               | Reti               | Comp        | Pres        | Reti        | Pres   | Reti   |
| ------------------------- | ------------------------- | ------------------------- | ---------- | ---------- | --------------- | --------------- | --------------- | ------------------ | ------------------ | ------------------ | ----------- | ----------- | ----------- | ------ | ------ |
| 2000                      | Kyoto Purple Sanga        | JL2                       | 13         | 1          | CG+CYN          | 1+2             | 0               | -                  | -                  | -                  | -           | -           | -           | 16     | 1      |
| 2001                      | Kyoto Purple Sanga        | JL2                       | 38         | 3          | CG+CYN          | 1+1             | 0               | -                  | -                  | -                  | -           | -           | -           | 40     | 3      |
| 2002                      | Kyoto Purple Sanga        | JL1                       | 25         | 7          | CG+CYN          | 4+0             | 1+0             | -                  | -                  | -                  | -           | -           | -           | 29     | 8      |
| Totale Kyoto Purple Sanga | Totale Kyoto Purple Sanga | Totale Kyoto Purple Sanga | 76         | 11         |                 | 9               | 1               |                    | -                  | -                  |             | -           | -           | 85     | 12     |
| 2002-2003                 | PSV                       | ED                        | 8          | 0          | CO              | 0               | 0               | UCL                | 0                  | 0                  | -           | -           | -           | 8      | 0      |
| 2003-2004                 | PSV                       | ED                        | 28         | 6          | CO              | 1               | 0               | UCL+CU             | 10                 | 0                  | SO          | 1           | 0           | 40     | 6      |
| 2004-2005                 | PSV                       | ED                        | 28         | 7          | CO              | 3               | 2               | UCL                | 13                 | 2                  | -           | -           | -           | 44     | 11     |
| 2005-2006                 | Manchester United         | PL                        | 33         | 1          | FACup+CdL       | 2+3             | 0+1             | UCL                | 6                  | 0                  | -           | -           | -           | 44     | 2      |
| 2006-2007                 | Manchester United         | PL                        | 14         | 5          | FACup+CdL       | 5+0             | 0               | UCL                | 1                  | 0                  | -           | -           | -           | 20     | 5      |
| 2007-2008                 | Manchester United         | PL                        | 12         | 1          | FACup+CdL       | 2+0             | 0               | UCL                | 4                  | 0                  | CS          | 0           | 0           | 18     | 1      |
| 2008-2009                 | Manchester United         | PL                        | 25         | 2          | FACup+CdL       | 3+1             | 1+0             | UCL                | 9                  | 1                  | CS+SU+Cmc   | 0+1+1       | 0           | 40     | 4      |
| 2009-2010                 | Manchester United         | PL                        | 17         | 3          | FACup+CdL       | 0+2             | 0               | UCL                | 6                  | 1                  | CS          | 1           | 0           | 26     | 4      |
| 2010-2011                 | Manchester United         | PL                        | 15         | 5          | FACup+CdL       | 1+2             | 0+2             | UCL                | 9                  | 1                  | CS          | 1           | 0           | 28     | 8      |
| 2011-2012                 | Manchester United         | PL                        | 17         | 2          | FACup+CdL       | 1+3             | 0+1             | UCL                | 7                  | 0                  | CS          | 0           | 0           | 28     | 3      |
| Totale Manchester United  | Totale Manchester United  | Totale Manchester United  | 134        | 19         |                 | 25              | 5               |                    | 42                 | 3                  |             | 4           | 0           | 205    | 27     |
| 2012-2013                 | Queens Park Rangers       | PL                        | 22         | 0          | FACup+CdL       | 0+2             | 0+0             | -                  | -                  | -                  | -           | -           | -           | 24     | 0      |
| 2013-2014                 | PSV                       | ED                        | 23         | 2          | CO              | 0               | 0               | UCL                | 2                  | 0                  | -           | -           | -           | 25     | 2      |
| Totale PSV Eindhoven      | Totale PSV Eindhoven      | Totale PSV Eindhoven      | 87         | 15         |                 | 4               | 2               |                    | 25                 | 2                  |             | 1           | 0           | 117    | 19     |
| Totale carriera           | Totale carriera           | Totale carriera           | 319        | 45         |                 | 40              | 8               |                    | 67                 | 5                  |             | 5           | 0           | 431    | 58     |

### Cronologia presenze e reti in nazionale
| Cronologia completa delle presenze e delle reti in nazionale ― Corea del Sud | Cronologia completa delle presenze e delle reti in nazionale ― Corea del Sud | Cronologia completa delle presenze e delle reti in nazionale ― Corea del Sud | Cronologia completa delle presenze e delle reti in nazionale ― Corea del Sud | Cronologia completa delle presenze e delle reti in nazionale ― Corea del Sud | Cronologia completa delle presenze e delle reti in nazionale ― Corea del Sud | Cronologia completa delle presenze e delle reti in nazionale ― Corea del Sud | Cronologia completa delle presenze e delle reti in nazionale ― Corea del Sud |
| Data                                                                         | Città                                                                        | In casa                                                                      | Risultato                                                                    | Ospiti                                                                       | Competizione                                                                 | Reti                                                                         | Note                                                                         |
| ---------------------------------------------------------------------------- | ---------------------------------------------------------------------------- | ---------------------------------------------------------------------------- | ---------------------------------------------------------------------------- | ---------------------------------------------------------------------------- | ---------------------------------------------------------------------------- | ---------------------------------------------------------------------------- | ---------------------------------------------------------------------------- |
| 5-4-2000                                                                     | Seul                                                                         | Corea del Sud                                                                | 9 – 0                                                                        | Laos                                                                         | Qual. Coppa d'Asia 2000                                                      | -                                                                            | 28’                                                                          |
| 7-4-2000                                                                     | Seul                                                                         | Corea del Sud                                                                | 6 – 0                                                                        | Mongolia                                                                     | Qual. Coppa d'Asia 2000                                                      | -                                                                            |                                                                              |
| 9-4-2000                                                                     | Seul                                                                         | Corea del Sud                                                                | 4 – 0                                                                        | Birmania                                                                     | Qual. Coppa d'Asia 2000                                                      | -                                                                            |                                                                              |
| 28-5-2000                                                                    | Seul                                                                         | Corea del Sud                                                                | 0 – 0                                                                        | Jugoslavia                                                                   | Amichevole                                                                   | -                                                                            | 75’                                                                          |
| 30-5-2000                                                                    | Seongnam                                                                     | Corea del Sud                                                                | 0 – 0                                                                        | Jugoslavia                                                                   | Amichevole                                                                   | -                                                                            |                                                                              |
| 7-6-2000                                                                     | Tehran                                                                       | Corea del Sud                                                                | 2 – 1                                                                        | Macedonia                                                                    | Coppa LG                                                                     | 1                                                                            | 79’                                                                          |
| 9-6-2000                                                                     | Tehran                                                                       | Corea del Sud                                                                | 1 – 0                                                                        | Egitto                                                                       | Coppa LG                                                                     | -                                                                            |                                                                              |
| 4-10-2000                                                                    | Abu Dhabi                                                                    | Emirati Arabi Uniti                                                          | 1 – 1 dts (3 – 2 dtr)                                                        | Corea del Sud                                                                | Coppa LG                                                                     | -                                                                            | 78’                                                                          |
| 7-10-2000                                                                    | Abu Dhabi                                                                    | Corea del Sud                                                                | 4 – 2                                                                        | Australia                                                                    | Coppa LG                                                                     | -                                                                            |                                                                              |
| 13-10-2000                                                                   | Tripoli                                                                      | Corea del Sud                                                                | 2 – 2                                                                        | Cina                                                                         | Coppa d'Asia 2000 - 1º turno                                                 | -                                                                            | 60’                                                                          |
| 19-10-2000                                                                   | Tripoli                                                                      | Corea del Sud                                                                | 3 – 0                                                                        | Indonesia                                                                    | Coppa d'Asia 2000 - 1º turno                                                 | -                                                                            |                                                                              |
| 23-10-2000                                                                   | Tripoli                                                                      | Iran                                                                         | 1 – 2 dts                                                                    | Corea del Sud                                                                | Coppa d'Asia 2000 - Quarti di finale                                         | -                                                                            | 68’                                                                          |
| 26-10-2000                                                                   | Beirut                                                                       | Corea del Sud                                                                | 1 – 2                                                                        | Arabia Saudita                                                               | Coppa d'Asia 2000 - Semifinale                                               | -                                                                            | 40’                                                                          |
| 29-10-2000                                                                   | Beirut                                                                       | Cina                                                                         | 0 – 1                                                                        | Corea del Sud                                                                | Coppa d'Asia 2000 - Finale 3º posto                                          | -                                                                            |                                                                              |
| 20-12-2000                                                                   | Tokyo                                                                        | Giappone                                                                     | 1 – 1                                                                        | Corea del Sud                                                                | Amichevole                                                                   | -                                                                            | 40’                                                                          |
| 24-1-2001                                                                    | Hong Kong                                                                    | Corea del Sud                                                                | 2 – 3                                                                        | Norvegia                                                                     | Coppa Carlsberg                                                              | -                                                                            | 77’                                                                          |
| 27-1-2001                                                                    | Hong Kong                                                                    | Paraguay                                                                     | 1 – 1 dts (5 – 6 dtr)                                                        | Corea del Sud                                                                | Coppa Carlsberg                                                              | -                                                                            |                                                                              |
| 11-2-2001                                                                    | Dubai                                                                        | Emirati Arabi Uniti                                                          | 1 – 4                                                                        | Corea del Sud                                                                | 2001 Emirates Cup                                                            | -                                                                            |                                                                              |
| 24-4-2001                                                                    | Il Cairo                                                                     | Corea del Sud                                                                | 1 – 0                                                                        | Iran                                                                         | Coppa LG                                                                     | -                                                                            |                                                                              |
| 26-4-2001                                                                    | Il Cairo                                                                     | Egitto                                                                       | 1 – 2                                                                        | Corea del Sud                                                                | Coppa LG                                                                     | -                                                                            |                                                                              |
| 25-5-2001                                                                    | Suwon                                                                        | Corea del Sud                                                                | 0 – 0                                                                        | Camerun                                                                      | Amichevole                                                                   | -                                                                            | 70’                                                                          |
| 30-5-2001                                                                    | Daegu                                                                        | Francia                                                                      | 5 – 0                                                                        | Corea del Sud                                                                | Conf. Cup 2001 - 1º turno                                                    | -                                                                            |                                                                              |
| 1-6-2001                                                                     | Ulsan                                                                        | Corea del Sud                                                                | 2 – 1                                                                        | Messico                                                                      | Conf. Cup 2001 - 1º turno                                                    | -                                                                            |                                                                              |
| 3-6-2001                                                                     | Suwon                                                                        | Corea del Sud                                                                | 1 – 0                                                                        | Australia                                                                    | Conf. Cup 2001 - 1º turno                                                    | -                                                                            |                                                                              |
| 9-12-2001                                                                    | Seogwipo                                                                     | Corea del Sud                                                                | 1 – 0                                                                        | Stati Uniti                                                                  | Amichevole                                                                   | -                                                                            | 40’                                                                          |
| 19-1-2002                                                                    | Pasadena                                                                     | Stati Uniti                                                                  | 2 – 1                                                                        | Corea del Sud                                                                | Gold Cup 2002 - 1º turno                                                     | -                                                                            |                                                                              |
| 23-1-2002                                                                    | Pasadena                                                                     | Corea del Sud                                                                | 0 – 0                                                                        | Cuba                                                                         | Gold Cup 2002 - 1º turno                                                     | -                                                                            |                                                                              |
| 27-1-2002                                                                    | Pasadena                                                                     | Messico                                                                      | 0 – 0 dts (2 – 4 dtr)                                                        | Corea del Sud                                                                | Gold Cup 2002 - Quarti di finale                                             | -                                                                            |                                                                              |
| 26-3-2002                                                                    | Bochum                                                                       | Corea del Sud                                                                | 0 – 0                                                                        | Turchia                                                                      | Amichevole                                                                   | -                                                                            | 64’                                                                          |
| 27-4-2002                                                                    | Incheon                                                                      | Corea del Sud                                                                | 0 – 0                                                                        | Cina                                                                         | Amichevole                                                                   | -                                                                            |                                                                              |
| 16-5-2002                                                                    | Busan                                                                        | Corea del Sud                                                                | 4 – 1                                                                        | Scozia                                                                       | Amichevole                                                                   | -                                                                            | 28’ 73’                                                                      |
| 21-5-2002                                                                    | Seogwipo                                                                     | Corea del Sud                                                                | 1 – 1                                                                        | Inghilterra                                                                  | Amichevole                                                                   | 1                                                                            |                                                                              |
| 26-5-2002                                                                    | Suwon                                                                        | Corea del Sud                                                                | 2 – 3                                                                        | Francia                                                                      | Amichevole                                                                   | 1                                                                            | 38’                                                                          |
| 4-6-2002                                                                     | Busan                                                                        | Corea del Sud                                                                | 2 – 0                                                                        | Polonia                                                                      | Mondiali 2002 - 1º turno                                                     | -                                                                            | 70’                                                                          |
| 10-6-2002                                                                    | Daegu                                                                        | Corea del Sud                                                                | 1 – 1                                                                        | Stati Uniti                                                                  | Mondiali 2002 - 1º turno                                                     | -                                                                            | 38’                                                                          |
| 14-6-2002                                                                    | Incheon                                                                      | Portogallo                                                                   | 0 – 1                                                                        | Corea del Sud                                                                | Mondiali 2002 - 1º turno                                                     | 1                                                                            |                                                                              |
| 18-6-2002                                                                    | Daejeon                                                                      | Corea del Sud                                                                | 2 – 1 gg                                                                     | Italia                                                                       | Mondiali 2002 - Ottavi di finale                                             | -                                                                            |                                                                              |
| 22-6-2002                                                                    | Gwangju                                                                      | Spagna                                                                       | 0 – 0 dts (3 – 5 dtr)                                                        | Corea del Sud                                                                | Mondiali 2002 - Quarti di finale                                             | -                                                                            |                                                                              |
| 25-6-2002                                                                    | Seul                                                                         | Germania                                                                     | 1 – 0                                                                        | Corea del Sud                                                                | Mondiali 2002 - Semifinale                                                   | -                                                                            |                                                                              |
| 29-6-2002                                                                    | Daegu                                                                        | Corea del Sud                                                                | 2 – 3                                                                        | Turchia                                                                      | Mondiali 2002 - Finale 3º posto                                              | -                                                                            |                                                                              |
| 18-11-2003                                                                   | Seul                                                                         | Corea del Sud                                                                | 0 – 1                                                                        | Bulgaria                                                                     | Amichevole                                                                   | -                                                                            |                                                                              |
| 14-2-2004                                                                    | Ulsan                                                                        | Corea del Sud                                                                | 5 – 0                                                                        | Oman                                                                         | Amichevole                                                                   | -                                                                            | 67’                                                                          |
| 18-2-2004                                                                    | Suwon                                                                        | Corea del Sud                                                                | 2 – 0                                                                        | Libano                                                                       | Qual. Mondiali 2006                                                          | -                                                                            |                                                                              |
| 9-6-2004                                                                     | Daejeon                                                                      | Corea del Sud                                                                | 2 – 0                                                                        | Vietnam                                                                      | Qual. Mondiali 2006                                                          | -                                                                            |                                                                              |
| 14-7-2004                                                                    | Seul                                                                         | Corea del Sud                                                                | 1 – 1                                                                        | Trinidad e Tobago                                                            | Amichevole                                                                   | -                                                                            |                                                                              |
| 23-7-2004                                                                    | Jinan                                                                        | Emirati Arabi Uniti                                                          | 0 – 2                                                                        | Corea del Sud                                                                | Coppa d'Asia 2004 - 1º turno                                                 | -                                                                            | 46’                                                                          |
| 27-7-2004                                                                    | Jinan                                                                        | Corea del Sud                                                                | 4 – 0                                                                        | Kuwait                                                                       | Coppa d'Asia 2004 - 1º turno                                                 | -                                                                            |                                                                              |
| 31-7-2004                                                                    | Jinan                                                                        | Corea del Sud                                                                | 3 – 4                                                                        | Iran                                                                         | Coppa d'Asia 2004 - Quarti di finale                                         | -                                                                            |                                                                              |
| 17-11-2004                                                                   | Seul                                                                         | Corea del Sud                                                                | 2 – 0                                                                        | Maldive                                                                      | Qual. Mondiali 2006                                                          | -                                                                            |                                                                              |
| 9-2-2005                                                                     | Seul                                                                         | Corea del Sud                                                                | 2 – 0                                                                        | Kuwait                                                                       | Qual. Mondiali 2006                                                          | -                                                                            |                                                                              |
| 25-3-2005                                                                    | Dammam                                                                       | Arabia Saudita                                                               | 2 – 0                                                                        | Corea del Sud                                                                | Qual. Mondiali 2006                                                          | -                                                                            |                                                                              |
| 30-3-2005                                                                    | Seul                                                                         | Corea del Sud                                                                | 2 – 1                                                                        | Uzbekistan                                                                   | Qual. Mondiali 2006                                                          | -                                                                            |                                                                              |
| 3-6-2005                                                                     | Tashkent                                                                     | Uzbekistan                                                                   | 1 – 1                                                                        | Corea del Sud                                                                | Qual. Mondiali 2006                                                          | -                                                                            |                                                                              |
| 8-6-2005                                                                     | Madinat al-Kuwait                                                            | Kuwait                                                                       | 0 – 4                                                                        | Corea del Sud                                                                | Qual. Mondiali 2006                                                          | 1                                                                            |                                                                              |
| 12-10-2005                                                                   | Seul                                                                         | Corea del Sud                                                                | 2 – 0                                                                        | Iran                                                                         | Amichevole                                                                   | -                                                                            |                                                                              |
| 12-11-2005                                                                   | Seul                                                                         | Corea del Sud                                                                | 2 – 2                                                                        | Svezia                                                                       | Amichevole                                                                   | -                                                                            |                                                                              |
| 16-11-2005                                                                   | Seul                                                                         | Corea del Sud                                                                | 2 – 0                                                                        | Serbia e Montenegro                                                          | Amichevole                                                                   | -                                                                            |                                                                              |
| 1-3-2006                                                                     | Seul                                                                         | Corea del Sud                                                                | 1 – 0                                                                        | Angola                                                                       | Amichevole                                                                   | -                                                                            |                                                                              |
| 26-5-2006                                                                    | Seul                                                                         | Corea del Sud                                                                | 2 – 0                                                                        | Bosnia ed Erzegovina                                                         | Amichevole                                                                   | -                                                                            |                                                                              |
| 4-6-2006                                                                     | Edimburgo                                                                    | Ghana                                                                        | 3 – 1                                                                        | Corea del Sud                                                                | Amichevole                                                                   | -                                                                            |                                                                              |
| 13-6-2006                                                                    | Francoforte                                                                  | Corea del Sud                                                                | 2 – 1                                                                        | Togo                                                                         | Mondiali 2006 - 1º turno                                                     | -                                                                            |                                                                              |
| 18-6-2006                                                                    | Lipsia                                                                       | Francia                                                                      | 1 – 1                                                                        | Corea del Sud                                                                | Mondiali 2006 - 1º turno                                                     | 1                                                                            |                                                                              |
| 23-6-2006                                                                    | Hannover                                                                     | Svizzera                                                                     | 2 – 0                                                                        | Corea del Sud                                                                | Mondiali 2006 - 1º turno                                                     | -                                                                            |                                                                              |
| 2-9-2006                                                                     | Seul                                                                         | Corea del Sud                                                                | 1 – 1                                                                        | Iran                                                                         | Qual. Coppa d'Asia 2007                                                      | -                                                                            |                                                                              |
| 6-9-2006                                                                     | Suwon                                                                        | Corea del Sud                                                                | 8 – 0                                                                        | Taipei cinese                                                                | Qual. Coppa d'Asia 2007                                                      | -                                                                            | 54’                                                                          |
| 6-2-2007                                                                     | Londra                                                                       | Grecia                                                                       | 0 – 1                                                                        | Corea del Sud                                                                | Amichevole                                                                   | -                                                                            | 80’                                                                          |
| 24-3-2007                                                                    | Seul                                                                         | Corea del Sud                                                                | 0 – 2                                                                        | Uruguay                                                                      | Amichevole                                                                   | -                                                                            | 46’                                                                          |
| 6-2-2008                                                                     | Seul                                                                         | Corea del Sud                                                                | 4 – 0                                                                        | Turkmenistan                                                                 | Qual. Mondiali 2010                                                          | 1                                                                            |                                                                              |
| 26-3-2008                                                                    | Shanghai                                                                     | Corea del Nord                                                               | 0 – 0                                                                        | Corea del Sud                                                                | Qual. Mondiali 2010                                                          | -                                                                            |                                                                              |
| 31-5-2008                                                                    | Seul                                                                         | Corea del Sud                                                                | 2 – 2                                                                        | Giordania                                                                    | Qual. Mondiali 2010                                                          | 1                                                                            |                                                                              |
| 7-6-2008                                                                     | Amman                                                                        | Giordania                                                                    | 2 – 2                                                                        | Corea del Sud                                                                | Qual. Mondiali 2010                                                          | -                                                                            | 91’                                                                          |
| 11-10-2008                                                                   | Suwon                                                                        | Corea del Sud                                                                | 3 – 0                                                                        | Uzbekistan                                                                   | Amichevole                                                                   | -                                                                            | 45’                                                                          |
| 15-10-2008                                                                   | Seul                                                                         | Corea del Sud                                                                | 4 – 1                                                                        | Emirati Arabi Uniti                                                          | Qual. Mondiali 2010                                                          | 1                                                                            |                                                                              |
| 19-11-2008                                                                   | Riyad                                                                        | Arabia Saudita                                                               | 0 – 2                                                                        | Corea del Sud                                                                | Qual. Mondiali 2010                                                          | -                                                                            |                                                                              |
| 11-2-2009                                                                    | Tehran                                                                       | Iran                                                                         | 1 – 1                                                                        | Corea del Sud                                                                | Qual. Mondiali 2010                                                          | 1                                                                            | 84’                                                                          |
| 28-3-2009                                                                    | Suwon                                                                        | Corea del Sud                                                                | 2 – 1                                                                        | Iraq                                                                         | Amichevole                                                                   | -                                                                            | 45’                                                                          |
| 1-4-2009                                                                     | Seul                                                                         | Corea del Sud                                                                | 1 – 0                                                                        | Corea del Nord                                                               | Qual. Mondiali 2010                                                          | -                                                                            |                                                                              |
| 6-6-2009                                                                     | Dubai                                                                        | Emirati Arabi Uniti                                                          | 0 – 2                                                                        | Corea del Sud                                                                | Qual. Mondiali 2010                                                          | -                                                                            |                                                                              |
| 10-6-2009                                                                    | Seul                                                                         | Corea del Sud                                                                | 0 – 0                                                                        | Arabia Saudita                                                               | Qual. Mondiali 2010                                                          | -                                                                            |                                                                              |
| 17-6-2009                                                                    | Seul                                                                         | Corea del Sud                                                                | 1 – 1                                                                        | Iran                                                                         | Qual. Mondiali 2010                                                          | -                                                                            | 90’                                                                          |
| 5-9-2009                                                                     | Seul                                                                         | Corea del Sud                                                                | 3 – 1                                                                        | Australia                                                                    | Amichevole                                                                   | -                                                                            |                                                                              |
| 14-10-2009                                                                   | Seul                                                                         | Corea del Sud                                                                | 2 – 0                                                                        | Senegal                                                                      | Amichevole                                                                   | -                                                                            |                                                                              |
| 14-11-2009                                                                   | Esbjerg                                                                      | Danimarca                                                                    | 0 – 0                                                                        | Corea del Sud                                                                | Amichevole                                                                   | -                                                                            | 65’                                                                          |
| 18-11-2009                                                                   | Londra                                                                       | Corea del Sud                                                                | 0 – 1                                                                        | Serbia                                                                       | Amichevole                                                                   | -                                                                            | 70’                                                                          |
| 3-3-2009                                                                     | Londra                                                                       | Costa d'Avorio                                                               | 0 – 2                                                                        | Corea del Sud                                                                | Amichevole                                                                   | -                                                                            |                                                                              |
| 16-5-2010                                                                    | Seul                                                                         | Corea del Sud                                                                | 2 – 0                                                                        | Ecuador                                                                      | Amichevole                                                                   | -                                                                            | 46’                                                                          |
| 24-5-2010                                                                    | Saitama                                                                      | Giappone                                                                     | 0 – 2                                                                        | Corea del Sud                                                                | Amichevole                                                                   | 1                                                                            | 76’                                                                          |
| 30-5-2010                                                                    | Kufstein                                                                     | Bielorussia                                                                  | 1 – 0                                                                        | Corea del Sud                                                                | Amichevole                                                                   | -                                                                            | 46’                                                                          |
| 12-6-2010                                                                    | Port Elizabeth                                                               | Corea del Sud                                                                | 2 – 0                                                                        | Grecia                                                                       | Mondiali 2010 - 1º turno                                                     | 1                                                                            |                                                                              |
| 17-6-2010                                                                    | Johannesburg                                                                 | Argentina                                                                    | 4 – 1                                                                        | Corea del Sud                                                                | Mondiali 2010 - 1º turno                                                     | -                                                                            |                                                                              |
| 22-6-2010                                                                    | Durban                                                                       | Nigeria                                                                      | 2 – 2                                                                        | Corea del Sud                                                                | Mondiali 2010 - 1º turno                                                     | -                                                                            |                                                                              |
| 26-6-2010                                                                    | Port Elizabeth                                                               | Uruguay                                                                      | 2 – 1                                                                        | Corea del Sud                                                                | Mondiali 2010 - Ottavi di finale                                             | -                                                                            |                                                                              |
| 11-8-2010                                                                    | Suwon                                                                        | Corea del Sud                                                                | 2 – 1                                                                        | Nigeria                                                                      | Amichevole                                                                   | -                                                                            | 46’                                                                          |
| 7-9-2010                                                                     | Seul                                                                         | Corea del Sud                                                                | 0 – 1                                                                        | Iran                                                                         | Amichevole                                                                   | -                                                                            |                                                                              |
| 30-12-2010                                                                   | Abu Dhabi                                                                    | Siria                                                                        | 0 – 1                                                                        | Corea del Sud                                                                | Amichevole                                                                   | -                                                                            |                                                                              |
| 10-1-2011                                                                    | Doha                                                                         | Corea del Sud                                                                | 1 – 1                                                                        | Bahrein                                                                      | Coppa d'Asia 2011 - 1º turno                                                 | -                                                                            |                                                                              |
| 14-1-2011                                                                    | Doha                                                                         | Australia                                                                    | 1 – 1                                                                        | Corea del Sud                                                                | Coppa d'Asia 2011 - 1º turno                                                 | -                                                                            |                                                                              |
| 18-1-2011                                                                    | Doha                                                                         | Corea del Sud                                                                | 4 – 1                                                                        | India                                                                        | Coppa d'Asia 2011 - 1º turno                                                 | -                                                                            | 76’                                                                          |
| 21-1-2011                                                                    | Doha                                                                         | Iran                                                                         | 0 – 1 dts                                                                    | Corea del Sud                                                                | Coppa d'Asia 2011 - Quarti di finale                                         | -                                                                            | 117’                                                                         |
| 25-1-2011                                                                    | Doha                                                                         | Giappone                                                                     | 2 – 2 dts (3 – 0 dtr)                                                        | Corea del Sud                                                                | Coppa d'Asia 2011 - Semifinale                                               | -                                                                            | 13’                                                                          |
| Totale                                                                       |                                                                              | Presenze                                                                     | 100                                                                          |                                                                              | Reti                                                                         | 13                                                                           |                                                                              |

## Palmarès

### Club

#### Competizioni nazionali
- Coppa dell'Imperatore: 1

Kyoto Purple Sanga: 2001-2002
- Campionato olandese: 2

PSV Eindhoven: 2002-2003, 2004-2005
- Supercoppa dei Paesi Bassi: 1

PSV Eindhoven: 2003
- Coppa dei Paesi Bassi: 1

PSV Eindhoven: 2005
- Coppa di Lega inglese: 3

Manchester United: 2005-2006, 2008-2009, 2009-2010
- Campionato inglese: 4

Manchester United: 2006-2007, 2007-2008, 2008-2009, 2010-2011
- Community Shield: 4

Manchester United: 2007, 2008, 2010, 2011

#### Competizioni internazionali
- UEFA Champions League: 1

Manchester United: 2007-2008
- Coppa del mondo per club: 1

Manchester United: 2008

### Nazionale
- Giochi asiatici: 1

2002

### Annotazioni
1. ↑  La data di nascita ufficiale di Park, 25 febbraio 1981, si basa sul tradizionale calendario lunisolare. Secondo il calendario gregoriano, adottato nel 1896 e tutt'oggi comunemente usato nel Paese, il suo giorno di nascita risulta essere il 30 marzo 1981

### Fonti
1. ↑  Nell'onomastica coreana il cognome precede il nome. "Park" è il cognome.
2. ↑  Nonostante Park Ji-sung sia nato a Seul, egli fu registrato all'ufficio anagrafe di Goheung, nel Jeolla Meridionale, città natale di suo padre. All'età di quattro anni si trasferì con la famiglia a Suwon, città satellite della capitale, dove avrebbe trascorso buona parte della sua adolescenza.